# Somari
 (juin 2025).
Le contenu est difficilement compréhensible vu les erreurs de traduction, qui sont peut-être dues à l'utilisation d'un logiciel de traduction automatique.
Somari the Adventurer (communément désigné sous le simple vocable de Somari ; en sinogrammes simplifiés : 速音瑪莉 ; pinyin : Sùyīn mǎlì,) est un jeu vidéo de plates-formes à défilement latéral sorti en 1994 sur Famicom. Cette contrefaçon non autorisée, dérivée du jeu vidéo Sonic the Hedgehog (1991) de Sega Genesis/Mega Drive, est principalement distribué en Asie, en Russie, en Europe orientale et en d’autres contrées où se diffusaient des cartouches pirates pour NES et Famicom. À l’instar de l’œuvre originale, le joueur se doit de combattre le scientiste dément, le Dr. Robotnik, dont le dessein scélérat vise à métamorphoser la population animale de l’île fictive du Sud en une armée de robots maléfiques. Toutefois, à la différence du modèle, ce jeu substitue au hérisson Sonic la figure emblématique de Nintendo, Mario, en qualité de protagoniste.
Somari fut élaboré par la Hummer Team. Cette production suscita l’intérêt des chroniqueurs spécialisés de l’époque, lesquels relevèrent sa restitution scrupuleuse de l’œuvre originale.

## Système de jeu
Le gameplay et l’intrigue de Somari présentent une similitude manifeste avec ceux du Sonic the Hedgehog originel. Le jeu relate la quête du joueur pour anéantir le Dr Robotnik, lequel a métamorphosé les créatures de l’Île du Sud en automates malfaisants. Toutefois, Somari substitue à Sonic la figure de Mario comme protagoniste. Bien que l’œuvre emprunte à Sonic son emphasis sur la célérité, le personnage principal, bien que capable de se mouvoir avec rapidité, évolue dans un tempo global plus languide. Les objets, les antagonistes, les niveaux et les adversaires sont calqués, à l’identique, sur ceux de Sonic. À l’instar du hérisson, Somari doit amasser une centaine d’anneaux dorés pour accéder à un palier bonus en fin de niveau, mais toute blessure infligée par un ennemi lui en fait égarer une partie. Le jeu intègre un dispositif chronométrique similaire, bien que, quel que soit le temps écoulé, le joueur ne reçoive invariablement qu’un « bonus temporel » de 5 000 points. Chaque niveau se scinde en trois actes, à l’image de son modèle, et le troisième s’achève invariablement par un affrontement contre Robotnik. Cette structure, quoique rigoureusement reprise, ne parvient toutefois point à égaler la fluidité et la vélocité qui caractérisent l’opus original. 
Bien que Somari emprunte les concepts de sa dynamique de jeu au Sonic the Hedgehog original, leur mise en œuvre diffère à bien des égards. Contrairement au jeu Sonic the Hedgehog original, le personnage du joueur peut utiliser la fonction « spin-dash » implémentée pour la première fois dans Sonic the Hedgehog 2 (1992). :26D'autres différences notables incluent le fait que, tandis que Sonic perdrait tous ses anneaux collectés après avoir été blessé par un ennemi, Mario perd toujours un maximum de 3 anneaux, même lorsqu'il ne porte qu'un seul anneau:27. Chaque zone de Somari est tirée du jeu Sonic the Hedgehog original, empruntant de nombreux éléments aux niveaux originaux, mais certaines dispositions de niveau sont complètement nouvelles. Il est significatif que des éléments de conception de niveau de la série Mario, tels que des zones secrètes hors écran situées bien au-dessus du champ de vision du joueur, fassent leur apparition dans certaines zones. 

## Développement
Somari fut conçu par le développeur homebrew clandestin Hummer Team, bien que celui-ci se fût attribué, dans les crédits du jeu, l’appellation de Somari Team. Les niveaux principaux s’inspirent ostensiblement de l’opus inaugural de Sonic the Hedgehog dans sa version Sega Mega Drive, à l’exception notable de la Scrap Brain Zone, tandis que les paliers bonus empruntent leur substance aux adaptations Master System et Game Gear. L’une des singularités de ce titre réside en l’intégration du Spin Dash, mécanique inhérente à Sonic the Hedgehog 2, alors que cette fonctionnalité n’eût point été présente dans le premier volet. La bande-son, bien que calquée sur l’originale, pâtit d’une conversion déficiente vers le système audio de la NES, altérant quelque peu sa fidélité. L’appellation « Somari » procède d’un mot-valise, fusionnant les lexèmes « Sonic » et « Mario ». 
L’origine exacte du jeu demeure enveloppée d’une certaine obscurité, tant en ce qui concerne sa genèse que sa localisation géographique ou sa datation, bien que l’hypothèse asiatique soit communément avancée. Une marque déposée à Taïwan, portant le nom de « Somari », fut enregistrée le premier jour de mars 1994. L’année suivante, en 1995, un périodique spécialisé, Game Urara Vol. 4, mentionnait, dans le cadre d’un article relatif à un éditeur se rendant en Corée du Sud afin d’y découvrir de nouveaux jeux, que ledit Somari avait été introduit sur le sol nippon. Il est à noter que la gestuelle du personnage de Mario s’inspire, dans ses mécaniques et sa physique, de celle de Sonic, tel qu’il apparaît dans Sonic the Hedgehog 2.
Ce jeu fut commercialisé à la fin des années 1990 dans des périodiques spécialisés de Hong Kong et de Russie, et il se trouve désormais aux États-Unis chez certains marchands dédiés aux divertissements ludiques. Il demeure en outre un titre prisé par les amateurs d’émulation,.

## Accueil
Le concept d’un titre crossover ou mashup rassemblant les personnages emblématiques de Mario et Sonic the Hedgehog en un seul jeu constituait, depuis longtemps, une aspiration majeure au sein de la culture vidéoludique. Bien que Somari ne concrétisât point cette union en intégrant les deux protagonistes dans une même œuvre, la simple transposition de Mario dans l’univers de Sonic the Hedgehog suscita une vive stupéfaction parmi les adeptes du domaine. Le périodique russe Great Drakon, dans l’une de ses recensions, octroya audit jeu la modeste note de 4/10 (un 2/10 concernant son volume de ventes), tout en soulignant, non sans une certaine ironie, que les joueurs évoluant encore sur des consoles 8 bits pouvaient désormais, in fine, s’approcher tant bien que mal de l’expérience 16 bits propre aux titres de la franchise Sonic:26. 
Bien que Somari présente certaines similitudes avec le jeu original, les observateurs contemporains ne tardèrent point à relever les dissemblances notoires entre les deux œuvres. Les critiques de l’émission télévisée russe Dendy : The New Reality affirmèrent, non sans emphase, que « Somari, sur Dendy, ne saurait être comparé à Sonic sur SEGA. […] Tout les distingue. »[réf. nécessaire] Les analyses de l’époque soulignèrent, par ailleurs, une difficulté accrue par rapport au Sonic originel, ainsi qu’une maniabilité jugée ardue — bien que certains commentateurs aient concédé que l’on pût, à force de pratique, en dompter les complexités:26. 
Le hack Somari fut mentionné par GamesRadar dans sa liste des « hacks de roms insolites », où il fut décrit comme un ouvrage « moins mash-up que calamiteux », en raison d’une physique défaillante et de commandes peu réactives. Le périodique conseilla aux joueurs de se porter plutôt vers Super Smash Bros. Brawl s’ils désiraient un crossover réunissant Mario et Sonic. À l’inverse, GameSpy estima que le jeu constituait un « hack et portage fort convenable de Sonic sur NES », tandis que Atari HQ le qualifia d’« étonnamment original », ajoutant que son adaptation était « plus qu’adéquate ». Le site 1UP.com, pour sa part, le tint pour « excellemment programmé » au regard des productions homebrew de la console.